# Pro Wrestling Illustrated
Il Pro Wrestling Illustrated è una rivista mensile statunitense specializzata a tema wrestling con sede a Blue Bell (Pennsylvania).
Il primo numero della rivista fu pubblicato nel 1980, sebbene i premi che lo riguardano fossero estesi fino al 1972.

## Caratteristiche
La particolarità del Pro Wrestling Illustrated è quella di cercare di non rompere mai la kayfabe, ovvero di riportare ciò che accade nel corso degli spettacoli come se essi non fossero predeterminati.

## Titoli riconosciuti
Fin dal primo numero della rivista, il Pro Wrestling Illustrated ha dichiarato di riconoscere soltanto alcuni titoli mondiali nell'ambito del wrestling professionistico.

### Attuali
| Titolo                                | Federazione                    | Istituzione      |
| ------------------------------------- | ------------------------------ | ---------------- |
| WWE Championship                      | WWE                            | 25 aprile 1963   |
| WWE Universal Championship            | WWE                            | 21 agosto 2016   |
| AEW World Championship                | All Elite Wrestling            | 3 aprile 2020    |
| NWA World Heavyweight Championship    | National Wrestling Alliance    | 1º gennaio 2021  |
| TNA World Heavyweight Championship    | Total Nonstop Action Wrestling | 1º gennaio 2021  |
| ROH World Championship                | Ring of Honor                  | 1º gennaio 2021  |
| AAA Mega Championship                 | Lucha Libre AAA Worldwide      | 1º gennaio 2021  |
| CMLL World Heavyweight Championship   | Consejo Mundial de Lucha Libre | 1º gennaio 2021  |
| Triple Crown Heavyweight Championship | All Japan Pro-Wrestling        | 1º gennaio 2021  |
| MLW World Heavyweight Championship    | Major League Wrestling         | 1º gennaio 2021  |
| World of Stardom Championship         | World Wonder Ring Stardom      | 1º gennaio 2021  |
| GHC Heavyweight Championship          | Pro Wrestling Noah             | 12 febbraio 2021 |
| IWGP World Heavyweight Championship   | New Japan Pro-Wrestling        | 4 marzo 2021     |
| World Heavyweight Championship        | WWE                            | 27 maggio 2023   |

### Passati
| Titolo                             | Federazione                    | Depennato        |
| ---------------------------------- | ------------------------------ | ---------------- |
| AWA World Heavyweight Championship | American Wrestling Association | 12 dicembre 1990 |
| WCW World Heavyweight Championship | World Championship Wrestling   | 9 dicembre 2001  |
| ECW World Heavyweight Championship | Extreme Championship Wrestling | 11 aprile 2001   |
| World Heavyweight Championship     | WWE                            | 15 dicembre 2013 |
| IWGP Heavyweight Championship      | New Japan Pro-Wrestling        | 4 marzo 2021     |

## Editorialisti
L'editorialista responsabile del Pro Wrestling Illustrated è Bill Apter, il quale ha assistito a tutti i più importanti eventi di wrestling degli ultimi anni per scattare foto da inserire nella sua rivista, intrattenendosi spesso con altri esperti e appassionati.
Sin dalla fondazione del Pro Wrestling Illustrated, si sono avvicendati diversi articolisti: i più famosi sono Liz Hunter, Matt Brock, Sidney Basil e Thomas Pilliard; i quattro nomi indicati sono tuttavia pseudonimi dietro ai quali si celano persone dall'identità sconosciuta.

## Premi
Il Pro Wrestling Illustrated assegna dei premi annuali fin dal 1972, basandosi sui voti dei propri lettori; qui di seguito vengono riportati i più importanti.

### Wrestler of the Year
Il Wrestler of the Year premia il miglior wrestler maschile dell'anno; Ric Flair detiene il record con sei vittorie.
| Anno | Primo classificato | Secondo classificato | Terzo classificato  |
| ---- | ------------------ | -------------------- | ------------------- |
| 1972 | Pedro Morales      | —                    | —                   |
| 1973 | Jack Brisco        | —                    | —                   |
| 1974 | Bruno Sammartino   | —                    | —                   |
| 1975 | Mr. Wrestling II   | —                    | —                   |
| 1976 | Terry Funk         | Bruno Sammartino     | Nick Bockwinkel     |
| 1977 | Dusty Rhodes       | Billy Graham         | Bob Backlund        |
| 1978 | Dusty Rhodes (2)   | Bob Backlund         | Ricky Steamboat     |
| 1979 | Harley Race        | Dusty Rhodes         | Jimmy Snuka         |
| 1980 | Bob Backlund       | Harley Race          | Verne Gagne         |
| 1981 | Ric Flair          | Bob Backlund         | Tommy Rich          |
| 1982 | Bob Backlund (2)   | Ric Flair            | Hulk Hogan          |
| 1983 | Harley Race (2)    | Nick Bockwinkel      | André the Giant     |
| 1984 | Ric Flair (2)      | Hulk Hogan           | Kerry Von Erich     |
| 1985 | Ric Flair (3)      | Hulk Hogan           | Rick Martel         |
| 1986 | Ric Flair (4)      | Hulk Hogan           | Randy Savage        |
| 1987 | Hulk Hogan         | Ric Flair            | Randy Savage        |
| 1988 | Randy Savage       | Jerry Lawler         | Lex Luger           |
| 1989 | Ric Flair (5)      | Hulk Hogan           | Lex Luger           |
| 1990 | Sting              | The Ultimate Warrior | Hulk Hogan          |
| 1991 | Hulk Hogan (2)     | Lex Luger            | Bret Hart           |
| 1992 | Ric Flair (6)      | Ron Simmons          | Rick Rude           |
| 1993 | Big Van Vader      | Bret Hart            | Shawn Michaels      |
| 1994 | Hulk Hogan (3)     | Bret Hart            | Scott Hall          |
| 1995 | Kevin Nash         | Shawn Michaels       | Sting               |
| 1996 | Big Show           | Shawn Michaels       | Ric Flair           |
| 1997 | Lex Luger          | Steve Austin         | The Undertaker      |
| 1998 | Steve Austin       | Goldberg             | Diamond Dallas Page |
| 1999 | Steve Austin (2)   | The Rock             | Sting               |
| 2000 | The Rock           | Triple H             | Booker T            |
| 2001 | Steve Austin (3)   | Kurt Angle           | The Rock            |
| 2002 | Brock Lesnar       | Rob Van Dam          | Triple H            |
| 2003 | Kurt Angle         | Brock Lesnar         | Triple H            |
| 2004 | Chris Benoit       | Eddie Guerrero       | Triple H            |
| 2005 | Batista            | John Cena            | AJ Styles           |
| 2006 | John Cena          | Samoa Joe            | Rey Mysterio        |
| 2007 | John Cena (2)      | Kurt Angle           | Batista             |
| 2008 | Triple H           | Kurt Angle           | Randy Orton         |
| 2009 | Randy Orton        | John Cena            | Chris Jericho       |
| 2010 | Randy Orton (2)    | Rob Van Dam          | John Cena           |
| 2011 | CM Punk            | John Cena            | Davey Richards      |
| 2012 | CM Punk (2)        | Sheamus              | Austin Aries        |
| 2013 | Daniel Bryan       | John Cena            | Bully Ray           |
| 2014 | Brock Lesnar (2)   | Daniel Bryan         | AJ Styles           |
| 2015 | Seth Rollins       | Jay Lethal           | Roman Reigns        |
| 2016 | AJ Styles          | Kazuchika Okada      | Finn Bálor          |
| 2017 | AJ Styles (2)      | Kazuchika Okada      | Kevin Owens         |
| 2018 | AJ Styles (3)      | Kenny Omega          | Cody                |
| 2019 | Seth Rollins (2)   | Daniel Bryan         | AJ Styles           |
| 2020 | Jon Moxley         | Adam Cole            | Chris Jericho       |
| 2021 | Kenny Omega        | Roman Reigns         | Big E               |
| 2022 | Roman Reigns       | Jon Moxley           | Cody Rhodes         |
| 2023 | Seth Rollins (3)   | Gunther              | Will Ospreay        |

### Woman of the Year
Il Woman of the Year premia la miglior wrestler femminile dell'anno; Trish Stratus detiene il record con quattro vittorie.
| Anno | Prima classificata | Seconda classificata | Terza classificata |
| ---- | ------------------ | -------------------- | ------------------ |
| 1972 | Marie LaVerne      | —                    | —                  |
| 1973 | Joyce Grable       | —                    | —                  |
| 1974 | Rachel Dubois      | —                    | —                  |
| 1975 | Ann Casey          | —                    | —                  |
| 1976 | Sue Green          | —                    | —                  |
| 2000 | Stephanie McMahon  | Lita                 | Chyna              |
| 2001 | Lita               | Stephanie McMahon    | Stacy Keibler      |
| 2002 | Trish Stratus      | Stephanie McMahon    | Stacy Keibler      |
| 2003 | Trish Stratus (2)  | Stephanie McMahon    | Victoria           |
| 2004 | Victoria           | Trish Stratus        | Stacy Keibler      |
| 2005 | Trish Stratus (3)  | Christy Hemme        | Melina             |
| 2006 | Trish Stratus (4)  | Dixie Carter         | Mickie James       |
| 2007 | Candice Michelle   | Beth Phoenix         | Gail Kim           |
| 2008 | Awesome Kong       | Beth Phoenix         | Mickie James       |
| 2009 | Mickie James       | Angelina Love        | Victoria           |
| 2010 | Michelle McCool    | Angelina Love        | Madison Rayne      |
| 2011 | Mickie James (2)   | Kelly Kelly          | Beth Phoenix       |
| 2012 | AJ Lee             | Gail Kim             | Eve Torres         |
| 2013 | AJ Lee (2)         | Cheerleader Melissa  | Dixie Carter       |
| 2014 | AJ Lee (3)         | Paige                | Stephanie McMahon  |
| 2015 | Sasha Banks        | Nikki Bella          | Charlotte          |
| 2016 | Charlotte          | Sasha Banks          | Bayley             |
| 2017 | Asuka              | Alexa Bliss          | Charlotte Flair    |
| 2018 | Becky Lynch        | Ronda Rousey         | Asuka              |
| 2019 | Becky Lynch (2)    | Tessa Blanchard      | Shayna Baszler     |
| 2020 | Bayley             | Becky Lynch          | Asuka              |
| 2021 | Britt Baker        | Bianca Belair        | Mickie James       |
| 2022 | Bianca Belair      | Jade Cargill         | Thunder Rosa       |
| 2023 | Rhea Ripley        | Toni Storm           | Bianca Belair      |

### Tag Team of the Year
Il Tag Team of the Year premia il miglior tag-team dell'anno; i Road Warriors (Animal e Hawk) detengono il record con quattro vittorie.
| Anno | Primi classificati                  | Secondi classificati                   | Terzi classificati                         |
| ---- | ----------------------------------- | -------------------------------------- | ------------------------------------------ |
| 1972 | The Crusher e Dick the Bruiser      | —                                      | —                                          |
| 1973 | Nick Bockwinkel e Ray Stevens       | —                                      | —                                          |
| 1974 | Jimmy Valiant e Johnny Valiant      | —                                      | —                                          |
| 1975 | Gene Anderson e Ole Anderson        | —                                      | —                                          |
| 1976 | Big John Studd e Killer Kowalski    | Gene Anderson e Ole Anderson           | Billy White Wolf e Jay Strongbow           |
| 1977 | Gene Anderson e Ole Anderson        | Mr. Fuji e Prof. Tanaka                | Greg Gagne e Jim Brunzell                  |
| 1978 | Paul Jones e Ricky Steamboat        | Yukon Eric e Yukon Pierre              | Mike Graham e Steve Keirn                  |
| 1979 | Ivan Putski e Tito Santana          | Jerry Valiant e Johnny Valiant         | Baron Von Raschke e Paul Jones             |
| 1980 | Jimmy Snuka e Ray Stevens           | Mr. Wrestling e Mr. Wrestling II       | Afa e Sika                                 |
| 1981 | Michael Hayes e Terry Gordy         | Rick Martel e Tony Garea               | Mr. Fuji e Mr. Saito                       |
| 1982 | Greg Gagne e Jim Brunzell           | Mr. Fuji e Mr. Saito                   | Buddy Roberts, Michael Hayes e Terry Gordy |
| 1983 | Animal e Hawk                       | David, Kerry, Kevin e Mike Von Erich   | Buddy Roberts, Michael Hayes e Terry Gordy |
| 1984 | Animal e Hawk                       | David, Kerry, Kevin e Mike Von Erich   | Stan Lane e Steve Keirn                    |
| 1985 | Animal e Hawk                       | Steve Williams e Ted DiBiase           | Ivan Koloff e Nikita Koloff                |
| 1986 | Ricky Morton e Robert Gibson        | Animal e Hawk                          | Davey Boy Smith e Dynamite Kid             |
| 1987 | Bobby Eaton e Stan Lane             | Bret Hart e Jim Neidhart               | Animal e Hawk                              |
| 1988 | Animal e Hawk                       | Bobby Eaton e Stan Lane                | Ax e Smash                                 |
| 1989 | Arn Anderson e Tully Blanchard      | Ax e Smash                             | Animal e Hawk                              |
| 1990 | Rick Steiner e Scott Steiner        | Ax e Smash                             | Butch Reed e Ron Simmons                   |
| 1991 | Arn Anderson e Larry Zbyszko        | Animal e Hawk                          | Rick Steiner e Scott Steiner               |
| 1992 | Steve Williams e Terry Gordy        | Earthquake e Typhoon                   | Rick Steiner e Scott Steiner               |
| 1993 | Rick Steiner e Scott Steiner        | Brian Pillman e Steve Austin           | Irwin R. Schyster e Ted DiBiase            |
| 1994 | Brian Knobbs e Jerry Sags           | Fatu e Samu                            | Johnny Grunge e Rocco Rock                 |
| 1995 | Booker T e Stevie Ray               | Billy Gunn e Bart Gunn                 | Owen Hart e Yokozuna                       |
| 1996 | Booker T e Stevie Ray               | John Kronus e Perry Saturn             | Rick Steiner e Scott Steiner               |
| 1997 | Kevin Nash e Scott Hall             | Rick Steiner e Scott Steiner           | Animal e Hawk                              |
| 1998 | Billy Gunn e Road Dogg              | Rob Van Dam e Sabu                     | Kane e Mankind                             |
| 1999 | Kane e X-Pac                        | Jeff Hardy e Matt Hardy                | Bubba Ray Dudley e D-Von Dudley            |
| 2000 | Jeff Hardy e Matt Hardy             | Edge e Christian                       | Bubba Ray Dudley e D-Von Dudley            |
| 2001 | Bubba Ray Dudley e D-Von Dudley     | Kane e The Undertaker                  | Jeff Hardy e Matt Hardy                    |
| 2002 | Billy Gunn e Chuck Palumbo          | Booker T e Goldust                     | Jamal e Rosey                              |
| 2003 | Charlie Haas e Shelton Benjamin     | Chris Harris e James Storm             | Bubba Ray Dudley e D-Von Dudley            |
| 2004 | Chris Harris e James Storm          | Robert Conway e Sylvain Grenier        | Bubba Ray Dudley e D-Von Dudley            |
| 2005 | Joey Mercury e John Morrison        | Andy Douglas e Chase Stevens           | Animal e Jon Heidenreich                   |
| 2006 | AJ Styles e Christopher Daniels     | Brian Kendrick e Paul London           | Shawn Michaels e Triple H                  |
| 2007 | Brian Kendrick e Paul London        | Bubba Ray Dudley e D-Von Dudley        | Jay Briscoe e Mark Briscoe                 |
| 2008 | Bobby Roode e James Storm           | John Morrison e The Miz                | Cody Rhodes e Ted DiBiase Jr.              |
| 2009 | Bubba Ray Dudley e D-Von Dudley     | Bobby Roode e James Storm              | Big Show e Chris Jericho                   |
| 2010 | Alex Shelley e Chris Sabin          | David Hart Smith e Tyson Kidd          | Cesaro e Chris Hero                        |
| 2011 | Bobby Roode e James Storm           | Charlie Haas e Shelton Benjamin        | Evan Bourne e Kofi Kingston                |
| 2012 | Kofi Kingston e R-Truth             | Christopher Daniels e Frankie Kazarian | Daniel Bryan e Kane                        |
| 2013 | Roman Reigns e Seth Rollins         | Cody Rhodes e Goldust                  | Daniel Bryan e Kane                        |
| 2014 | Jey Uso e Jimmy Uso                 | Bobby Fish e Kyle O'Reilly             | Davey Richards e Eddie Edwards             |
| 2015 | Big E, Kofi Kingston e Xavier Woods | The Young Bucks                        | Davey Richards e Eddie Edwards             |
| 2016 | Big E, Kofi Kingston e Xavier Woods | Matt Jackson e Nick Jackson            | Enzo Amore e Big Cass                      |
| 2017 | The Young Bucks                     | Cesaro e Sheamus                       | Dean Ambrose e Seth Rollins                |
| 2018 | The Young Bucks                     | Big E, Kofi Kingston e Xavier Woods    | Bobby Fish e Kyle O'Reilly                 |
| 2019 | Bobby Fish e Kyle O'Reilly          | Matt Jackson e Nick Jackson            | Pentagón Jr. e Rey Fénix                   |
| 2020 | Bayley e Sasha Banks                | Cash Wheeler e Dax Harwood             | Adam Page e Kenny Omega                    |
| 2021 | Matt Jackson e Nick Jackson         | Pentagón Jr. e Rey Fénix               | Jey Uso e Jimmy Uso                        |
| 2022 | Cash Wheeler e Dax Harwood          | Jey Uso e Jimmy Uso                    | Anthony Bowens e Max Caster                |
| 2023 | Cash Wheeler e Dax Harwood          | Kevin Owens e Sami Zayn                | Adam Cole e MJF                            |

## Edizioni speciali
Il Pro Wrestling Illustrated pubblica annualmente alcune edizioni speciali, tra cui le classifiche della PWI 500, PWI Women's 250 e PWI Tag Team 100, basandosi sui voti dei propri editorialisti.

### PWI 500
La PWI 500 è una lista dei cinquecento migliori wrestler maschili dell'anno.
| Anno | Primo classificato     | Secondo classificato    | Terzo classificato       | Note   |
| ---- | ---------------------- | ----------------------- | ------------------------ | ------ |
| 1991 | Hulk Hogan (WWE)       | Lex Luger (WWE)         | Ric Flair (WCW)          |        |
| 1992 | Sting (WCW)            | Randy Savage (WWE)      | Ric Flair (WCW)          |        |
| 1993 | Bret Hart (WWE)        | Big Van Vader (WCW)     | Shawn Michaels (WWE)     |        |
| 1994 | Bret Hart (WWE)        | Hulk Hogan (WCW)        | Ric Flair (WCW)          |        |
| 1995 | Kevin Nash (WWE)       | Shawn Michaels (WWE)    | Sting (WCW)              |        |
| 1996 | Shawn Michaels (WWE)   | Big Show (WCW)          | Sting (WCW)              |        |
| 1997 | Dean Malenko (WCW)     | Mitsuharu Misawa (NJPW) | Steve Austin (WWE)       |        |
| 1998 | Steve Austin (WWE)     | Goldberg (WCW)          | Mitsuharu Misawa (NJPW)  |        |
| 1999 | Steve Austin (WWE)     | Rob Van Dam (ECW)       | Mitsuharu Misawa (NJPW)  |        |
| 2000 | Triple H (WWE)         | The Rock (WWE)          | Chris Benoit (WWE)       |        |
| 2001 | Kurt Angle (WWE)       | Steve Austin (WWE)      | Chris Benoit (WWE)       |        |
| 2002 | Rob Van Dam (WWE)      | The Undertaker (WWE)    | Keiji Muto (NJPW)        |        |
| 2003 | Brock Lesnar (WWE)     | Triple H (WWE)          | Kurt Angle (WWE)         | [ 1 ]  |
| 2004 | Chris Benoit (WWE)     | Eddie Guerrero (WWE)    | Triple H (WWE)           |        |
| 2005 | Batista (WWE)          | John Cena (WWE)         | Satoshi Kojima (NJPW)    |        |
| 2006 | John Cena (WWE)        | Kurt Angle (TNA)        | Edge (WWE)               | [ 2 ]  |
| 2007 | John Cena (WWE)        | Edge (WWE)              | Místico (CMLL)           | [ 3 ]  |
| 2008 | Randy Orton (WWE)      | Kurt Angle (TNA)        | Triple H (WWE)           |        |
| 2009 | Triple H (WWE)         | Chris Jericho (WWE)     | John Cena (WWE)          |        |
| 2010 | AJ Styles (TNA)        | John Cena (WWE)         | CM Punk (WWE)            |        |
| 2011 | The Miz (WWE)          | Randy Orton (WWE)       | John Cena (WWE)          |        |
| 2012 | CM Punk (WWE)          | Bobby Roode (TNA)       | John Cena (WWE)          |        |
| 2013 | John Cena (WWE)        | CM Punk (WWE)           | Hiroshi Tanahashi (NJPW) | [ 4 ]  |
| 2014 | Daniel Bryan (WWE)     | Randy Orton (WWE)       | John Cena (WWE)          |        |
| 2015 | Seth Rollins (WWE)     | John Cena (WWE)         | AJ Styles (NJPW)         |        |
| 2016 | Roman Reigns (WWE)     | Kazuchika Okada (NJPW)  | Finn Bálor (WWE)         | [ 5 ]  |
| 2017 | Kazuchika Okada (NJPW) | AJ Styles (WWE)         | Kevin Owens (WWE)        |        |
| 2018 | Kenny Omega (NJPW)     | AJ Styles (WWE)         | Kazuchika Okada (NJPW)   | [ 6 ]  |
| 2019 | Seth Rollins (WWE)     | Daniel Bryan (WWE)      | AJ Styles (WWE)          | [ 7 ]  |
| 2020 | Jon Moxley (AEW)       | Adam Cole (WWE)         | Chris Jericho (AEW)      | [ 8 ]  |
| 2021 | Kenny Omega (AEW)      | Roman Reigns (WWE)      | Bobby Lashley (WWE)      | [ 9 ]  |
| 2022 | Roman Reigns (WWE)     | Kazuchika Okada (NJPW)  | CM Punk (AEW)            | [ 10 ] |
| 2023 | Seth Rollins (WWE)     | Roman Reigns (WWE)      | Jon Moxley (AEW)         | [ 11 ] |
| 2024 | Cody Rhodes (WWE)      | Swerve Strickland (AEW) | Will Ospreay (AEW)       | [ 12 ] |

### PWI Women's 250
La PWI Women's 250 è una lista delle duecentocinquanta migliori wrestler femminili dell'anno. Dal 2008 al 2017 la lista era formata solo da 50 atlete, divenute 100 dal 2018 al 200. Dal 2023 la lista è stata allargata a 250 atlete. 
| Anno | Prima classificata        | Seconda classificata      | Terza classificata        | Note    |
| ---- | ------------------------- | ------------------------- | ------------------------- | ------- |
| 2008 | Awesome Kong (TNA)        | Beth Phoenix (WWE)        | Gail Kim (TNA)            | Top 50  |
| 2009 | Mickie James (WWE)        | Angelina Love (TNA)       | Melina (WWE)              | Top 50  |
| 2010 | Michelle McCool (WWE)     | Angelina Love (TNA)       | Mercedes Martinez (SWA)   | Top 50  |
| 2011 | Madison Eagles (TNA)      | Mercedes Martinez (SWA)   | Mickie James (TNA)        | Top 50  |
| 2012 | Gail Kim (TNA)            | Beth Phoenix (WWE)        | Cheerleader Melissa (SWA) | Top 50  |
| 2013 | Cheerleader Melissa (SWA) | Mickie James (TNA)        | Saraya Knight (SWA)       | Top 50  |
| 2014 | Paige (WWE)               | AJ Lee (WWE)              | Gail Kim (TNA)            | Top 50  |
| 2015 | Nikki Bella (WWE)         | Paige (WWE)               | Sasha Banks (WWE)         | Top 50  |
| 2016 | Charlotte Flair (WWE)     | Sasha Banks (WWE)         | Asuka (WWE)               | Top 50  |
| 2017 | Asuka (WWE)               | Charlotte Flair (WWE)     | Alexa Bliss (WWE)         | Top 50  |
| 2018 | Ronda Rousey (WWE)        | Alexa Bliss (WWE)         | Charlotte Flair (WWE)     | Top 100 |
| 2019 | Becky Lynch (WWE)         | Charlotte Flair (WWE)     | Ronda Rousey (WWE)        | Top 100 |
| 2020 | Bayley (WWE)              | Becky Lynch (WWE)         | Asuka (WWE)               | Top 100 |
| 2021 | Bianca Belair (WWE)       | Utami Hayashishita (NJWP) | Deonna Purrazzo (TNA)     | Top 150 |
| 2022 | Shuri Kondō (SD)          | Bianca Belair (WWE)       | Thunder Rosa (AEW)        | Top 150 |
| 2023 | Rhea Ripley (WWE)         | Giulia (NJPW)             | Bianca Belair (WWE)       | Top 250 |
| 2024 | Toni Storm (AEW)          | Jordynne Grace (TNA)      | Rhea Ripley (WWE)         | Top 250 |

### PWI Tag Team 100
La PWI Tag Team 100 è una lista dei cento migliori tag-team dell'anno (maschili o femminili).
| Anno | Primi classificati                 | Secondi classificati             | Terzi classificati                | Note    |
| ---- | ---------------------------------- | -------------------------------- | --------------------------------- | ------- |
| 2020 | Cash Wheeler e Dax Harwood (AEW)   | Adam Page e Kenny Omega (AEW)    | Bayley e Sasha Banks (WWE)        | Top 50  |
| 2021 | Matt Jackson e Nick Jackson (AEW)  | Pentagón Jr. e Rey Fénix (AEW)   | Taichi e Zack Sabre Jr. (NJPW)    | Top 50  |
| 2022 | Jey Uso e Jimmy Uso (WWE)          | Cash Wheeler e Dax Harwood (AEW) | Jay Briscoe e Mark Briscoe (ROH)  | Top 100 |
| 2023 | Cash Wheeler e Dax Harwood (AEW)   | Kyle Fletcher e Mark Davis (AEW) | Kevin Owens e Sami Zayn (WWE)     | Top 100 |
| 2024 | Bianca Belair e Jade Cargill (WWE) | Nathan Frazer e Axiom (WWE)      | Hirooki Goto e YOSHI-HASHI (NJPW) | Top 100 |